# Martine Wonner

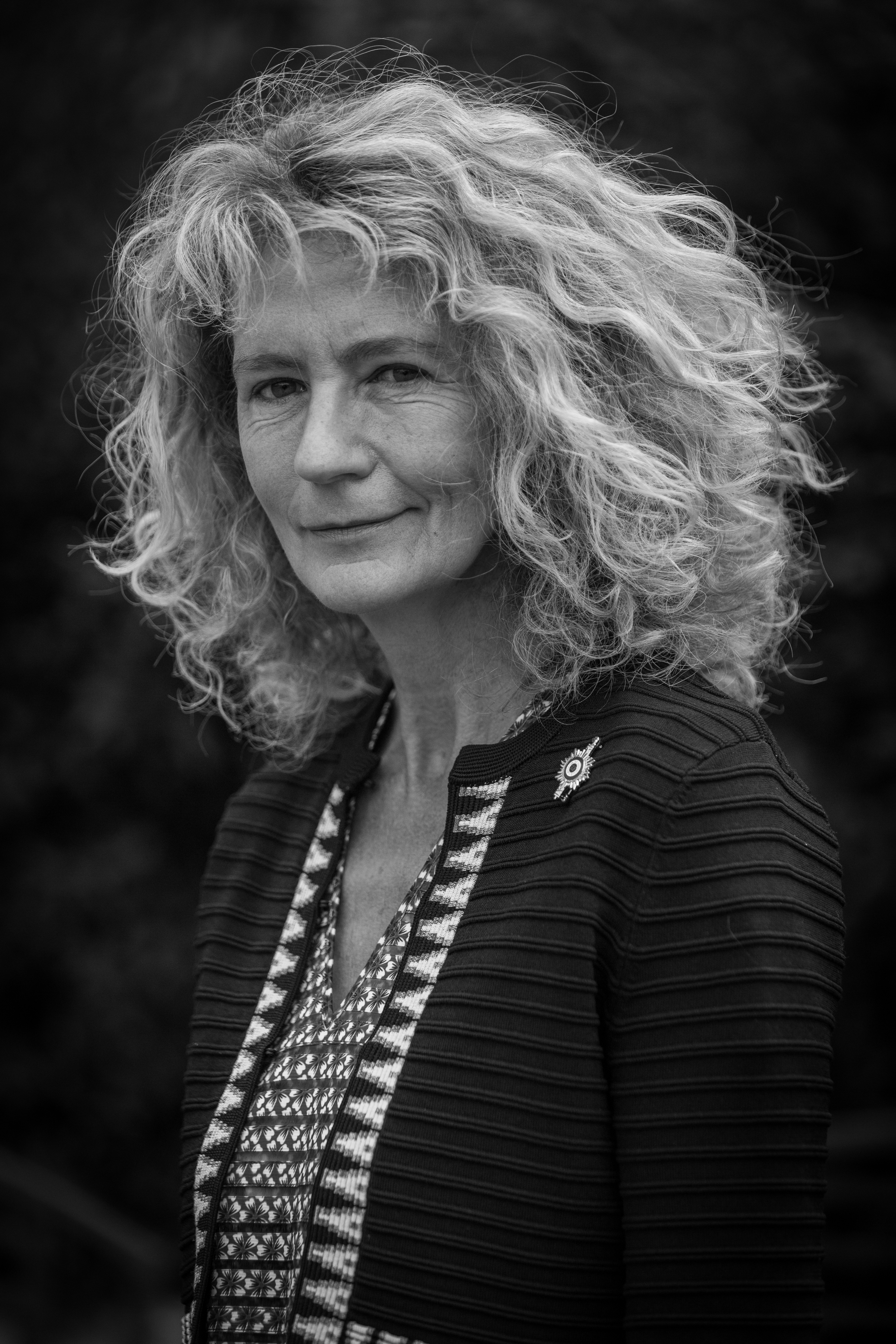
Martine Wonner, fotografiert von Claude Truong-Ngoc Juli 2018

Martine Wonner (* 27. März 1964 in Hayange, Département Moselle, Region Grand Est) ist eine französische Psychiaterin und Politikerin, die seit der Parlamentswahl von 2017 den 4. Wahlkreis des Départements Bas-Rhin vertritt. Sie war auf der Liste von La République En Marche! (LREM) gewählt worden, verließ diese Partei jedoch im Mai 2020 und schloss sich der neuen Fraktion Écologie Démocratie Solidarité  an.

## Studium, berufliche Laufbahn
Wonner erhielt das staatliche Diplom für Medizin mit der zusätzlichen Qualifikation Psychiatrie an der Universität Straßburg. Ihre berufliche Laufbahn begann mit ihrer Tätigkeit als Beraterin der Agence Régionale de l'Hospitalisation of Lorraine and Alsace, danach, ab 2006, bei der privaten Firmengruppe Ramsay Générale de Santé. Es folgte eine Stelle als Psychiaterin in einer Spezialklinik, danach war sie in Verwaltungsposten tätig, zuerst bei SAMU Social, danach bei Sinoué.

## Politische Laufbahn
Im Parlament ist Wonner im Sozialausschuss tätig. Sie ist seit 2017 Mitglied in der französischen Parlamentarierdelegation zur  Parlamentarischen Versammlung des Europarates. Dort ist sie Mitglied im Unterausschuss zu den Belangen der Kinder.
Im Mai 2020 trat sie aus der Fraktion LREM aus und schloss sich der neuen Fraktion Écologie Démocratie Solidarité in der Nationalversammlung an.

## Standpunkte

### Außenpolitik
Im April 2018 gehörte Wonner zu den Unterzeichnern einer Erklärung, die die Einsetzung eines Untersuchungsausschusses zur Frage der Rechtmäßigkeit von französischen Waffenlieferungen an die Saudi-geführte Kriegskoalition im Jemen verlangte, wenige Tage vor einem Staatsbesuch des saudischen Kronprinzen in Paris.
Im Juli 2019 enthielt sich Wonner bei der Abstimmung über die Ratifizierung des Umfassenden Wirtschafts- und Handelsabkommens (CETA) der EU mit Kanada.

### Innenpolitik
Im Mai 2018 unterstützte Wonner einen Vorschlag für einen Gesetzentwurf zur Bioethik, mit dem  Homosexuellen und alleinlebenden Frauen der Zugang zu künstlicher Befruchtung auf Kassenkosten ermöglicht werden sollte. Das war eines der Wahlkampfversprechen von Emmanuel Macron gewesen und wurde nun die erste größere Sozialreform seiner fünfjährigen Amtszeit.
In Bezug auf Einwanderungsfragen gilt Wonner als eher liberal eingestellt. Im Spätjahr 2019 gehörte sie zu den Kritikern der Regierungsvorschläge zum Thema Zuwanderung. Sie schloss sich einer Gruppe von 17 LREM-Mitgliedern an, die leichteren Zugang zum Arbeitsmarkt empfahlen, zugleich aber eine bessere Zusammenarbeit mit Behörden von sicheren Herkunftsländern wie Albanien und Georgien, damit  Auswanderungswillige noch im eigenen Land darüber informiert werden sollten, welche Aussichten ein Asylantrag im Zielland haben würde.
Während der  COVID-19-Pandemie schloss sich Wonner der Kritik von Philippe Douste-Blazy an der Vorgehensweise  von Premierminister Édouard Philippe an und verlangte, den Einsatz von Hydroxychloroquin zu erleichtern.